# Friidrott vid panamerikanska spelen 2011
Tävlingarna i friidrott vid panamerikanska spelen 2011 genomfördes vid Estadio Telmex de Atletismo i Guadalajara, Mexiko den 23–30 oktober 2011.
Totalt deltog 658 friidrottare från 39 nationer i 47 grenar.

## Medaljsummering

### Medaljfördelning
| Pl.    | Nation                  | Guld | Silver | Brons | Totalt |
| ------ | ----------------------- | ---- | ------ | ----- | ------ |
| 1      | Kuba                    | 18   | 6      | 9     | 33     |
| 2      | Brasilien               | 10   | 6      | 7     | 23     |
| 3      | USA                     | 4    | 8      | 5     | 17     |
| 4      | Mexiko                  | 4    | 4      | 2     | 10     |
| 5      | Colombia                | 3    | 5      | 9     | 17     |
| 6      | Guatemala               | 2    | 1      | 1     | 4      |
| 7      | Jamaica                 | 1    | 4      | 0     | 5      |
| 8      | Kanada                  | 1    | 2      | 1     | 4      |
| 9      | Venezuela               | 1    | 1      | 2     | 4      |
| 10     | Bahamas                 | 1    | 0      | 1     | 2      |
| 11     | Chile                   | 1    | 0      | 0     | 1      |
| 11     | Costa Rica              | 1    | 0      | 0     | 1      |
| 13     | Ecuador                 | 0    | 4      | 0     | 4      |
| 14     | Dominikanska republiken | 0    | 2      | 4     | 6      |
| 15     | Saint Kitts och Nevis   | 0    | 2      | 0     | 2      |
| 16     | Trinidad och Tobago     | 0    | 1      | 1     | 2      |
| 17     | Dominica                | 0    | 1      | 0     | 0      |
| 18     | Argentina               | 0    | 0      | 2     | 2      |
| 18     | Peru                    | 0    | 0      | 2     | 2      |
| 20     | Barbados                | 0    | 0      | 1     | 1      |
| Totalt | Totalt                  | 47   | 47     | 47    | 141    |

### Damer
| Förkortningar     | Förkortningar          | Förkortningar      | Förkortningar     | Förkortningar    | Förkortningar |
| ----------------- | ---------------------- | ------------------ | ----------------- | ---------------- | ------------- |
| 0VR0=Världsrekord | 0MR0=Mästerskapsrekord | 0NR0=Nationsrekord | 0SB0=Säsongsbästa | 0PB0=Personbästa |               |

| Gren                | Guld                                                                                | Guld         | Silver                                                                           | Silver       | Brons                                                                             | Brons         |
| Gång- och löpgrenar |                                                                                     |              |                                                                                  |              |                                                                                   |               |
| 100 meter           | Rosângela Santos · Brasilien                                                        | 11,22 0PB0   | Barbara Pierre · USA                                                             | 11,25        | Shakera Reece · Barbados                                                          | 11,26 0NR0    |
| 200 meter           | Ana Cláudia Silva · Brasilien                                                       | 22,76        | Simone Facey · Jamaica                                                           | 22,86 0PB0   | Mariely Sánchez · Dominikanska republiken                                         | 23,02 0NR0    |
| 400 meter           | Jennifer Padilla · Colombia                                                         | 51,53 0PB0   | Daisurami Bonne · Kuba                                                           | 51,69 0PB0   | Geisa Coutinho · Brasilien                                                        | 51,87         |
| 800 meter           | Adriana Muñoz · Kuba                                                                | 2.04,08      | Gabriela Medina · Mexiko                                                         | 2.04,41 0SB0 | Rosibel García · Colombia                                                         | 2.04,45       |
| 1 500 meter         | Adriana Muñoz · Kuba                                                                | 4.26,09      | Rosibel García · Colombia                                                        | 4.26,78      | Malindi Elmore · Kanada                                                           | 4.27,57       |
| 5 000 meter         | Marisol Romero · Mexiko                                                             | 16.24,08     | Cruz da Silva · Brasilien                                                        | 16.29,75     | Inés Melchor · Peru                                                               | 16.41,50      |
| 10 000 meter        | Marisol Romero · Mexiko                                                             | 34.07,24     | Cruz da Silva · Brasilien                                                        | 34.22,44     | Yolanda Caballero · Colombia                                                      | 34.39,14 0PB0 |
| 100 meter häck      | Yvette Lewis · USA                                                                  | 12,82        | Angela Whyte · Kanada                                                            | 13,09        | Lina Flórez · Colombia                                                            | 13,09         |
| 400 meter häck      | Princesa Oliveros · Colombia                                                        | 56,26 0PB0   | Lucy Jaramillo · Ecuador                                                         | 56,95 0NR0   | Yolanda Osana · Dominikanska republiken                                           | 57,08 0NR0    |
| 3 000 meter hinder  | Sara Hall · USA                                                                     | 10.03,16     | Ángela Figueroa · Colombia                                                       | 10.10,14     | Sabine Heitling · Brasilien                                                       | 10.10,98      |
| 4×100 meter         | Brasilien · Ana Cláudia Silva · Vanda Gomes · Franciela Krasucki · Rosângela Santos | 42,85 0AR0   | USA · Kenyanna Wilson · Barbara Pierre · Yvette Lewis · Chastity Riggien         | 43,10        | Colombia · Lina Flórez · Jennifer Padilla · Yomara Hinestroza · Norma González    | 43,44 0SB0    |
| 4×400 meter         | Kuba · Aymée Martínez · Diosmely Peña · Susana Clement · Daisurami Bonne            | 3.28,09      | Brasilien · Joelma Sousa · Geisa Coutinho · Bárbara de Oliveira · Jailma de Lima | 3.29,59      | Colombia · Princesa Oliveros · Norma González · Evelis Aguilar · Jennifer Padilla | 3.29,94 0NR0  |
| Maraton             | Adriana Aparecida da Silva · Brasilien                                              | 2:36.37 0MR0 | Madaí Pérez · Mexiko                                                             | 2:38.03      | Gladys Tejeda · Peru                                                              | 2:42.09       |
| 20 km gång          | Jamy Franco · Guatemala                                                             | 1:32.38 0MR0 | Mirna Ortiz · Guatemala                                                          | 1:33.37 0PB0 | Ingrid Hernández · Colombia                                                       | 1:34.06       |
| Hoppgrenar          |                                                                                     |              |                                                                                  |              |                                                                                   |               |
| Höjdhopp            | Lesyani Mayor · Kuba                                                                | 1,89 0SB0    | Marielys Rojas · Venezuela                                                       | 1,89 0SB0    | Romary Rifka · Mexiko                                                             | 1,89          |
| Längdhopp           | Maurren Maggi · Brasilien                                                           | 6,94 0SB0    | Shameka Marshall · USA                                                           | 6,73         | Caterine Ibargüen · Colombia                                                      | 6,63 0NR0     |
| Stavhopp            | Yarisley Silva · Kuba                                                               | 4,75 0MR0    | Fabiana Murer · Brasilien                                                        | 4,70         | Becky Holliday · USA                                                              | 4,30          |
| Tresteg             | Caterine Ibargüen · Colombia                                                        | 14,92 0MR0   | Yargelis Savigne · Kuba                                                          | 14,36        | Mabel Gay · Kuba                                                                  | 14,28         |
| Kastgrenar          |                                                                                     |              |                                                                                  |              |                                                                                   |               |
| Diskuskastning      | Yarelys Barrios · Kuba                                                              | 66,40 0MR0   | Aretha Thurmond · USA                                                            | 59,53        | Denia Caballero · Kuba                                                            | 58,63         |
| Kulstötning         | Misleydis González · Kuba                                                           | 18,57        | Cleopatra Borel-Brown · Trinidad och Tobago                                      | 18,46 0PB0   | Michelle Carter · USA                                                             | 18,09         |
| Släggkastning       | Yipsi Moreno · Kuba                                                                 | 75,62 0MR0   | Sultana Frizell · Kanada                                                         | 70,11        | Amber Campbell · USA                                                              | 69,93         |
| Spjutkastning       | Alicia DeShasier · USA                                                              | 58,01 0PB0   | Yainelis Ribeaux · Kuba                                                          | 56,21        | Yanet Cruz · Kuba                                                                 | 56,19         |
| Mångkamp            |                                                                                     |              |                                                                                  |              |                                                                                   |               |
| Sjukamp             | Lucimara da Silva · Brasilien                                                       | 6133 0AR0PB0 | Yasmiany Pedroso · Kuba                                                          | 5844         | Francia Manzanillo · Dominikanska republiken                                      | 5710 0PB0     |

### Herrar
| Förkortningar     | Förkortningar          | Förkortningar      | Förkortningar     | Förkortningar    | Förkortningar |
| ----------------- | ---------------------- | ------------------ | ----------------- | ---------------- | ------------- |
| 0VR0=Världsrekord | 0MR0=Mästerskapsrekord | 0NR0=Nationsrekord | 0SB0=Säsongsbästa | 0PB0=Personbästa |               |

| Gren                | Guld                                                                       | Guld          | Silver                                                                                      | Silver       | Brons                                                                      | Brons        |
| Gång- och löpgrenar |                                                                            |               |                                                                                             |              |                                                                            |              |
| 100 meter           | Lerone Clarke · Jamaica                                                    | 10,01 0SB0    | Kim Collins · Saint Kitts och Nevis                                                         | 10,04        | Emmanuel Callender · Trinidad och Tobago                                   | 10,16        |
| 200 meter           | Roberto Skyers · Kuba                                                      | 20,37         | Lansford Spence · Jamaica                                                                   | 20,38        | Bruno de Barros · Brasilien                                                | 20,45        |
| 400 meter           | Nery Brenes · Costa Rica                                                   | 44,65 0NR0    | Luguelin Santos · Dominikanska republiken                                                   | 44,71 0NR0   | Ramon Miller · Bahamas                                                     | 45,01 0SB0   |
| 800 meter           | Andy González · Kuba                                                       | 1.45,58 0SB0  | Kléberson Davide · Brasilien                                                                | 1.45,75      | Raidel Acea · Kuba                                                         | 1.46,23      |
| 1 500 meter         | Leandro de Oliveira · Brasilien                                            | 3.53,44       | Byron Piedra · Ecuador                                                                      | 3.53,45      | Eduar Villanueva · Venezuela                                               | 3.54,06      |
| 5 000 meter         | Juan Luis Barrios · Mexiko                                                 | 14.13,77      | Byron Piedra · Ecuador                                                                      | 14.15,74     | Joilson da Silva · Brasilien                                               | 14.16,11     |
| 10 000 meter        | Marílson dos Santos · Brasilien                                            | 29.00,64      | Juan Carlos Romero · Mexiko                                                                 | 29.41,00     | Giovani dos Santos · Brasilien                                             | 29.51,71     |
| 110 meter häck      | Dayron Robles · Kuba                                                       | 13,10 0MR0    | Paulo Villar · Colombia                                                                     | 13,27 0AR0   | Orlando Ortega · Kuba                                                      | 13,30        |
| 400 meter häck      | Omar Cisneros · Kuba                                                       | 47,99 0MR0NR0 | Isa Phillips · Jamaica                                                                      | 48,82        | Félix Sánchez · Dominikanska republiken                                    | 48,85        |
| 3 000 meter hinder  | José Peña · Venezuela                                                      | 8.48,19       | Hudson de Souza · Brasilien                                                                 | 8.48,75      | José Alberto Sánchez · Kuba                                                | 8.49,75      |
| 4×100 meter         | Brasilien · Ailson Feitosa · Sandro Viana · Nilson André · Bruno de Barros | 38,18 0MR0    | Saint Kitts och Nevis · Jason Rogers · Antoine Adams · Delwayne Delaney · Brijesh Lawrence  | 38,81        | USA · Calesio Newman · Jeremy Dodson · Rubin Williams · Monzavous Edwards  | 39,17        |
| 4×400 meter         | Kuba · Noel Ruíz · Raidel Acea · Omar Cisneros · William Collazo           | 2.59,43 0SB0  | Dominikanska republiken · Arismendy Peguero · Luguelin Santos · Yoel Tapia · Gustavo Cuesta | 3.00,44 0NR0 | Venezuela · Arturo Ramírez · Alberto Aguilar · José Acevedo · Omar Longart | 3.00,82 0NR0 |
| Maraton             | Solonei da Silva · Brasilien                                               | 2:16.37       | Diego Colorado · Colombia                                                                   | 2:17.13 0PB0 | Juan Carlos Cardona · Colombia                                             | 2:18.20      |
| 20 km gång          | Erick Barrondo · Guatemala                                                 | 1:21.51       | James Rendón · Colombia                                                                     | 1:22.46      | Luis Fernando López · Colombia                                             | 1:22.51      |
| 50 km gång          | Horacio Nava · Mexiko                                                      | 3:48.58       | José Leyver · Mexiko                                                                        | 3:49.16 0PB0 | Jaime Quiyuch · Guatemala                                                  | 3:50.33 0PB0 |
| Hoppgrenar          |                                                                            |               |                                                                                             |              |                                                                            |              |
| Höjdhopp            | Donald Thomas · Bahamas                                                    | 2,32          | Diego Ferrin · Ecuador                                                                      | 2,30 0NR0    | Víctor Moya · Kuba                                                         | 2,26         |
| Längdhopp           | Daniel Pineda · Chile                                                      | 7,97          | David Registe · Dominica                                                                    | 7,89         | Jeremy Hicks · USA                                                         | 7,83         |
| Stavhopp            | Lázaro Borges · Kuba                                                       | 5,80 0MR0     | Jeremy Scott · USA                                                                          | 5,60         | Giovanni Lanaro · Mexiko                                                   | 5,50         |
| Tresteg             | Alexis Copello · Kuba                                                      | 17,21         | Yoandri Betanzos · Kuba                                                                     | 16,54        | Jefferson Sabino · Brasilien                                               | 16,51        |
| Kastgrenar          |                                                                            |               |                                                                                             |              |                                                                            |              |
| Diskuskastning      | Jorge Fernández · Kuba                                                     | 65,58         | Jarred Rome · USA                                                                           | 61,71        | Ronald Julião · Brasilien                                                  | 61,70        |
| Kulstötning         | Dylan Armstrong · Kanada                                                   | 21,30 0MR0    | Carlos Véliz · Kuba                                                                         | 20,76        | Germán Lauro · Argentina                                                   | 20,41 0SB0   |
| Släggkastning       | Kibwe Johnson · USA                                                        | 79,63 0MR0    | Michael Mai · USA                                                                           | 72,71        | Noleysis Vicet · Kuba                                                      | 72,57        |
| Spjutkastning       | Guillermo Martínez · Kuba                                                  | 87,20 0MR0NR0 | Cyrus Hostetler · USA                                                                       | 82,24 0SB0   | Braian Toledo · Argentina                                                  | 79,53 0PB0   |
| Mångkamp            |                                                                            |               |                                                                                             |              |                                                                            |              |
| Tiokamp             | Leonel Suárez · Kuba                                                       | 8373 0MR0     | Maurice Smith · Jamaica                                                                     | 8214 0SB0    | Yordani Garcia · Kuba                                                      | 8074         |